# Matthew Bostock
Matthew Bostock (Douglas, 16 luglio 1997) è un ciclista su strada e pistard britannico che corre per il team Ribble Rebellion. Nella specialità dell'inseguimento a squadre è stato due volte campione europeo Under-23, nel 2017 e nel 2018.

## Palmarès

### Strada
- 2019 (Canyon dhb p/b Bloor Homes, una vittoria)

5ª tappa OVO Energy Tour Series (Birkenhead > Birkenhead)
- 2022 (WiV SunGod, una vittoria)

4ª tappa Tour de la Mirabelle (Baccarat > Damelevières)

#### Altri successi
- 2019 (Canyon dhb p/b Bloor Homes)

Criterium Otley
Wales Open Criterium (Abergavenny)
National Circuit Series (Newcastle upon Tyne)
Criterium Colne
Barnsley Town Centre Criterium
- 2022 (WiV SunGod)

Classifica a punti Tour de la Mirabelle
1ª tappa Manx Telecom International Stage Race (IOM Business Park > IOM Business Park)
2ª tappa Manx Telecom International Stage Race (Jurby Raceway > Jurby Raceway)
Classifica generale Manx Telecom International Stage Race
- 2024 (Ribble Rebellion)

The Rayner Foundation Men's Otley Grand Prix
Fort Vale Colne Grand Prix
Beverley Grand Prix
Dudley Grand Prix

### Pista
- 2016

1ª prova Coppa del mondo 2016-2017, Inseguimento a squadre (Glasgow, con Mark Stewart, Kian Emadi, Andrew Tennant e Oliver Wood)
- 2017

Campionati europei, Inseguimento a squadre Under-23 (con Ethan Hayter, Joe Holt e Matthew Walls)
- 2018

Campionati europei, Inseguimento a squadre Under-23 (con Joe Holt, Matthew Walls e Fred Wright)

## Piazzamenti

### Competizioni mondiali
- Campionati del mondo su pista

Hong Kong 2017 - Inseguimento individuale: 13º

### Competizioni europee
- Campionati europei su pista

Atene 2015 - Inseguimento a squadre Junior: 5º
Atene 2015 - Omnium Junior: 15º
Atene 2015 - Americana Junior: 14º
Montichiari 2016 - Inseguimento a squadre Under-23: 3º
Saint-Quentin-en-Yvelines 2016 - Inseguimento a squadre: 3º
Saint-Quentin-en-Yvelines 2016 - Inseguimento individuale: 22º
Anadia 2017 - Inseguimento a squadre Under-23: vincitore
Aigle 2018 - Inseguimento individuale Under-23: 5º
Aigle 2018 - Inseguimento a squadre Under-23: vincitore
Aigle 2018 - Corsa a punti Under-23: 12º